# کوشچیلنا ویش (استان لهستان بزرگ‌تر)
کوشچیلنا ویش (به لهستانی:  Kościelna Wieś) یک روستا در لهستان است که در گمینا گوووخوو واقع شده‌است.
 کوشچیلنا ویش  ۲٬۵۰۰ نفر جمعیت دارد.